# Energieautobahn
Energieautobahn ist die Bezeichnung für die Projektidee, Elektrische Energie für die Elektromobilität (PKW, LKW und Busse) dort zu gewinnen, wo sie benötigt wird, an der Autobahn. Es soll die dafür benötigte Energie aus erneuerbaren Quellen (Sonne und Wind) nachhaltig gewonnen werden, ohne dass der erforderliche Zubau von Solar- und Windkraftanlagen mit anderen Flächennutzungen sowie mit dem Landschaftsschutz kollidiert.

## Geschichte
Die Idee hierzu wurde erstmals 2008 vom Kolumnisten Martin Unfried entwickelt. 2010 ließ der SPD-Politiker und Präsident der Vereinigung „Eurosolar“ Hermann Scheer in einer Studie die Machbarkeit am Beispiel der Autobahn A 7 untersuchen.
Die Studienautoren identifizierten für das Leuchtturmprojekt Standorte, an denen sich große Windkraftanlagen aufstellen ließen. Hinzu kämen Photovoltaikanlagen. Das Investitionsvolumen beliefe sich laut Studie auf 7,5 Milliarden Euro.
Ein vergleichbares Projekt wurde in Finnland bis 2016 realisiert.
Im August 2019 veröffentlichte Siegfried Neff, ein Unternehmer aus Süddeutschland, eine erweiterte Version des Projektes. Die Energie soll nicht nur an oder über den Autobahnen gewonnen, sondern auch direkt über den Autobahnen verteilt werden. Eine Energieautobahn über dem vorhandenen Straßennetz. „Auf überdachten Autobahnen werden Stromleitungen verlegt und PV-Anlagen montiert. Links und rechts davon befinden sich PV-Agro-Kulturen und Windkraftanlagen sowie Bäume.“